# Bhadra
Pour l’article homonyme, voir Bhadra (film, 2011).
La Bhadra est une rivière indienne d'une longueur de 171 km qui coule dans l’État du Karnataka. Elle est un affluent de la Tungabhadrâ, dans le bassin de la Krishna.

## Source de la traduction
- (de) Cet article est partiellement ou en totalité issu de l’article de Wikipédia en allemand intitulé « Bhadra » (voir la liste des auteurs).